# Pseudomalletia pianii
Pseudomalletia pianii är en musselart som beskrevs av van Aartsen och Giannuzzi-Savelli 1991. Pseudomalletia pianii ingår i släktet Pseudomalletia, och familjen Malletiidae. Det är osäkert om arten förekommer i Sverige.